# Clarkeia durrelli
Clarkeia durrelli (лат.) — ископаемое раннесилурийское плеченогое из отряда ринхонеллид класса Rhynchonellata. Видовое название дано в честь английского натуралиста Джеральда Даррелла (1925—1995).
Ископаемые остатки этого животного возрастом 443,7—428,2 млн лет (лландоверийская эпоха раннего силурийского периода, палеозойская эра) были найдены в 1982 году на юге Перу и в том же году описаны как новый биологический вид.